# 馬自達CX-90
馬自達CX-90（日语：マツダ・CX-90）乃日本馬自達汽車公司於2023年推出的大型跨界休旅車，三排座椅可供6至8人乘坐。另有二排座椅的馬自達CX-70，保留相同的車身、車身長度和動力選項，但車身造型略有差異。

## 概要
具有三排座椅、可乘坐7人的CX-90解決CX-9車室空間過小的問題後瞄準北美洲、中國、澳大利亞等地的市場，2023年1月31日率先於美國發表上市。汽油引擎動力以3.3L直列六缸渦輪增壓引擎搭配48V輕油電輔助系統，以及2.5L直列四缸PHEV插電式混合動力等二種，而柴油動力則有3.3L直列六缸渦輪增壓引擎搭配48V輕油電輔助系統，三者均搭配使用新開發的八速自排變速箱。2024年元月則在美國市場發售二排座椅版本的CX-70，但開價居然比CX-90還要貴。
關於車名的由來，「CX」取自crossover，「70、90」則為近年來馬自達命名車種的方式，原則上數字越大表示越高階或車身越大的車款。

## 歷史
2023年 - 1月31日CX-90首度在美國公開，並宣布澳洲、中東地區也會陸續上市。正當各家車廠紛紛朝著電動汽車發展，馬自達卻反其道而行，以豪華車常見的大排氣量直列六缸渦輪增壓引擎、前置後驅佈局推出大型七人座休旅車。北美市場的動力心臟提供3.3L直列六缸DOHC渦輪增壓引擎（mild hybrid）以及2.5L直列四缸DOHC PY-VPH型引擎（e-SKYACTIV PHEV），前者之標準版可輸出280hp / 45.9kg·m，性能版則大幅提升至340hp / 51.0kg·m，後者搭配MS型永磁體式同步電動機後擁有323hp / 51.0kg·m的綜效輸出表現。無扭力轉換器的八速手自排變速箱由原廠重新開發，採用濕式多片離合器機構，使用四組行星齒輪進行八速換檔。全車系導入KPC車身平衡控制技術（Kinematic Posture Control），當轉彎橫向G力超過0.3G時開始對彎內側後輪施加輕微制動，利用後懸吊結構的反抬升效果下拉車輛以抑制側傾，增加過彎的穩定性。i-ACTIV AWD智慧型四輪驅動系統亦是全車標配，可主動調控前後輪的扭力分配。
同年8月14日正式導入澳洲市場，依配備多寡區分成入門「Touring」、中階「GT」、頂級「Azami」等三種車型。
2024年 - 1月30日北美市場正式發表二排座椅版的CX-70，動力選項與CX-90一樣，但比較不同的地方在於前後保桿的造型，車室空間則是兩者如出一轍。
臺灣馬自達於同年5月22日宣布引進CX-90，動力編成僅有搭配mild hybrid的3.3L直列六缸DOHC渦輪增壓引擎，按配備多寡分成「33T AWD Elite」、「33T AWD Premium」、「33T AWD Premium Captain Seat」等三種車型。

### 安全性召回
2024年1月19日美國馬自達因動力輔助轉向瑕疵問題而召回檢修43,752輛，由於動力輔助轉向機構出現齒輪嚙合不良的問題，可能導致該部分的潤滑油滲漏並增加阻力，進而影響轉向操作的順暢。

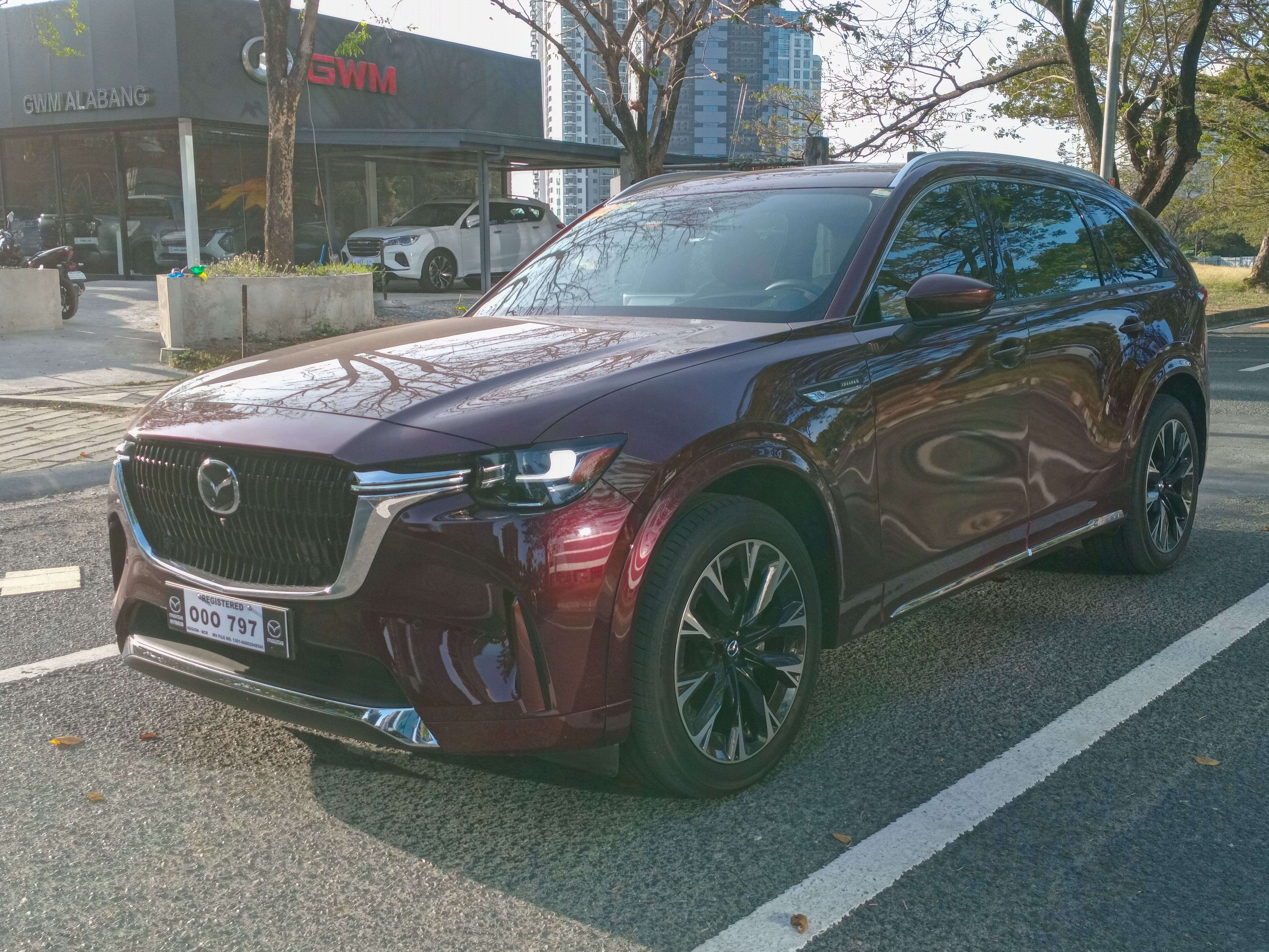
CX-90車頭
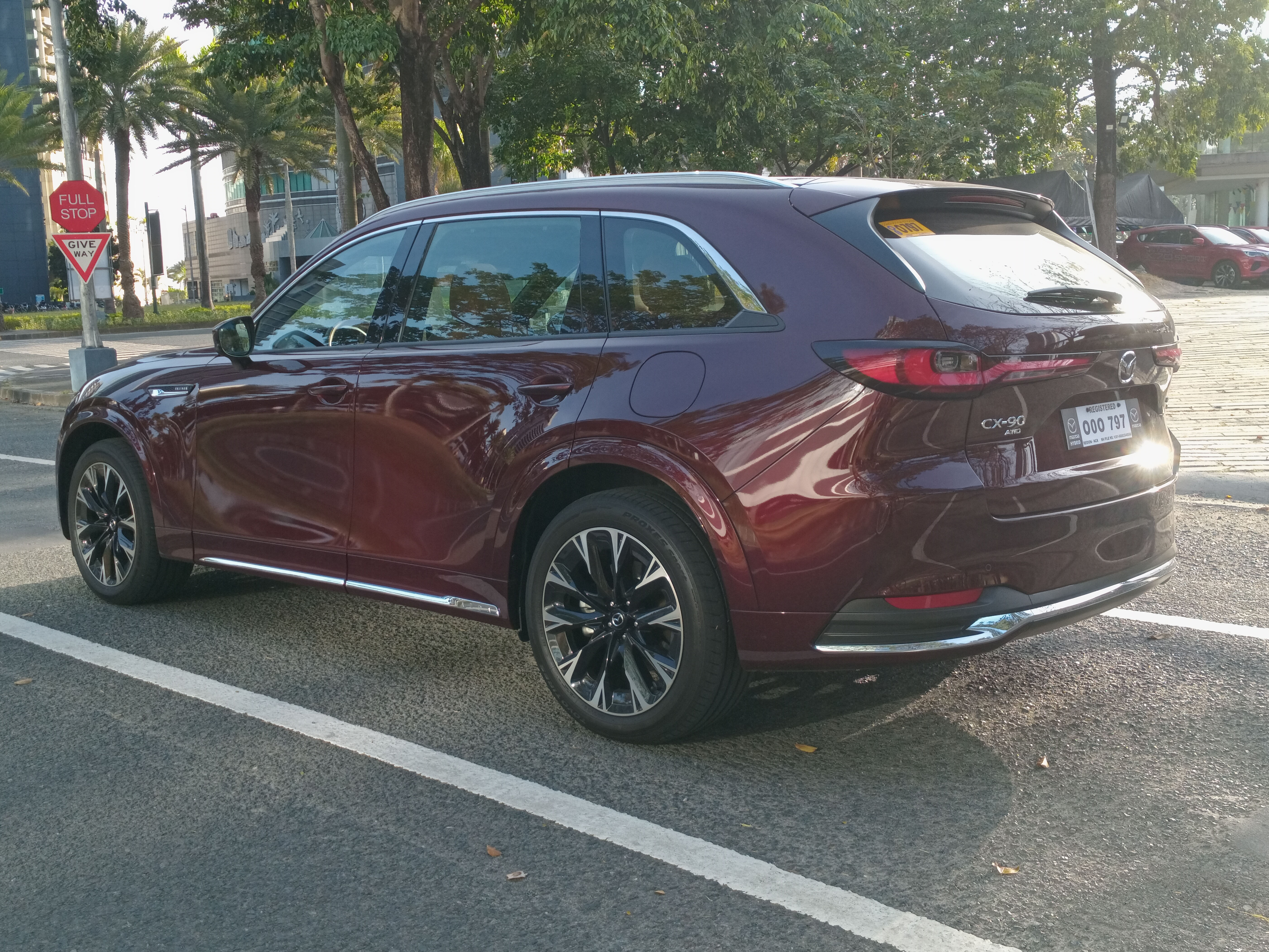
CX-90車尾
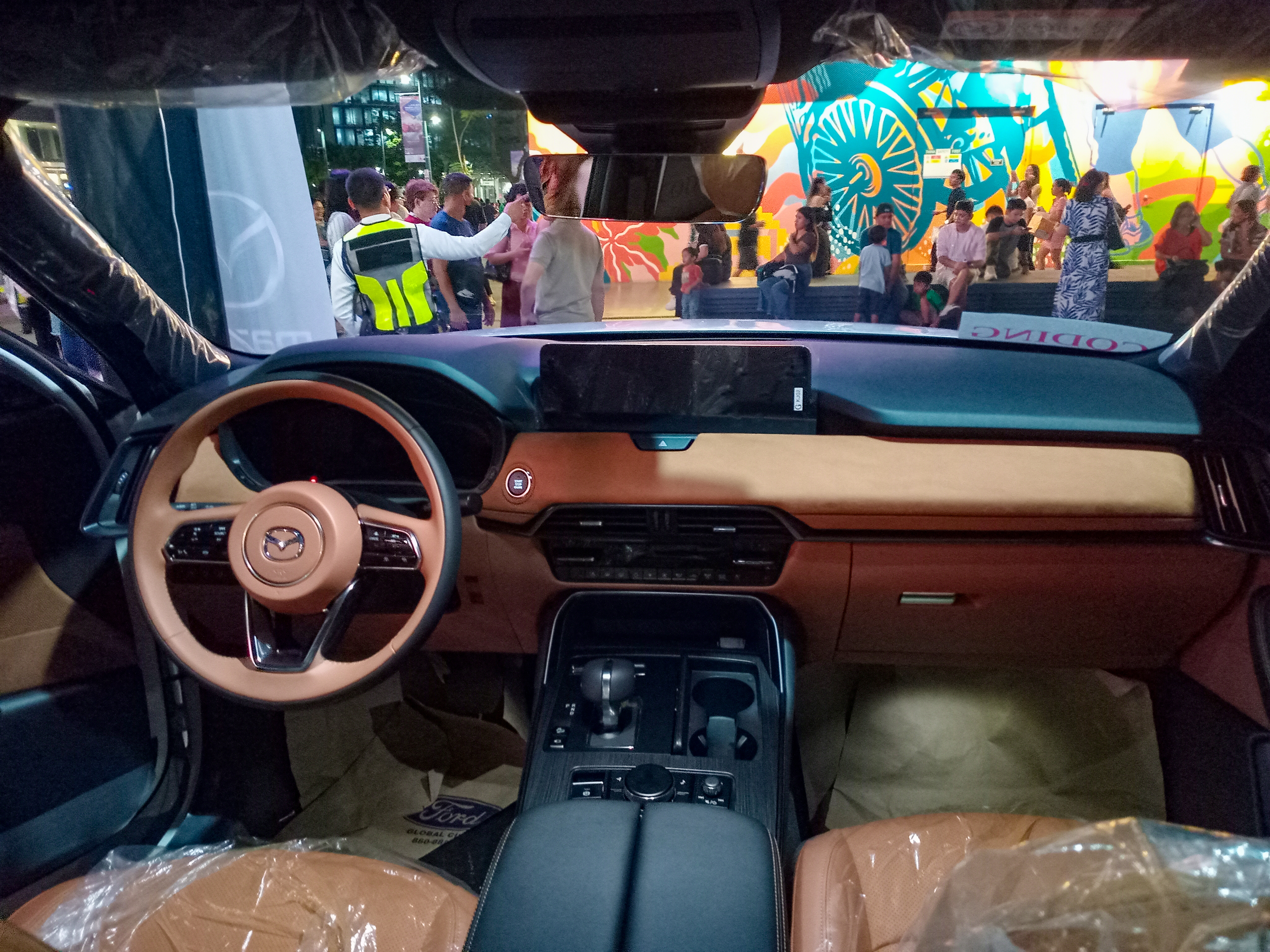
CX-90內裝
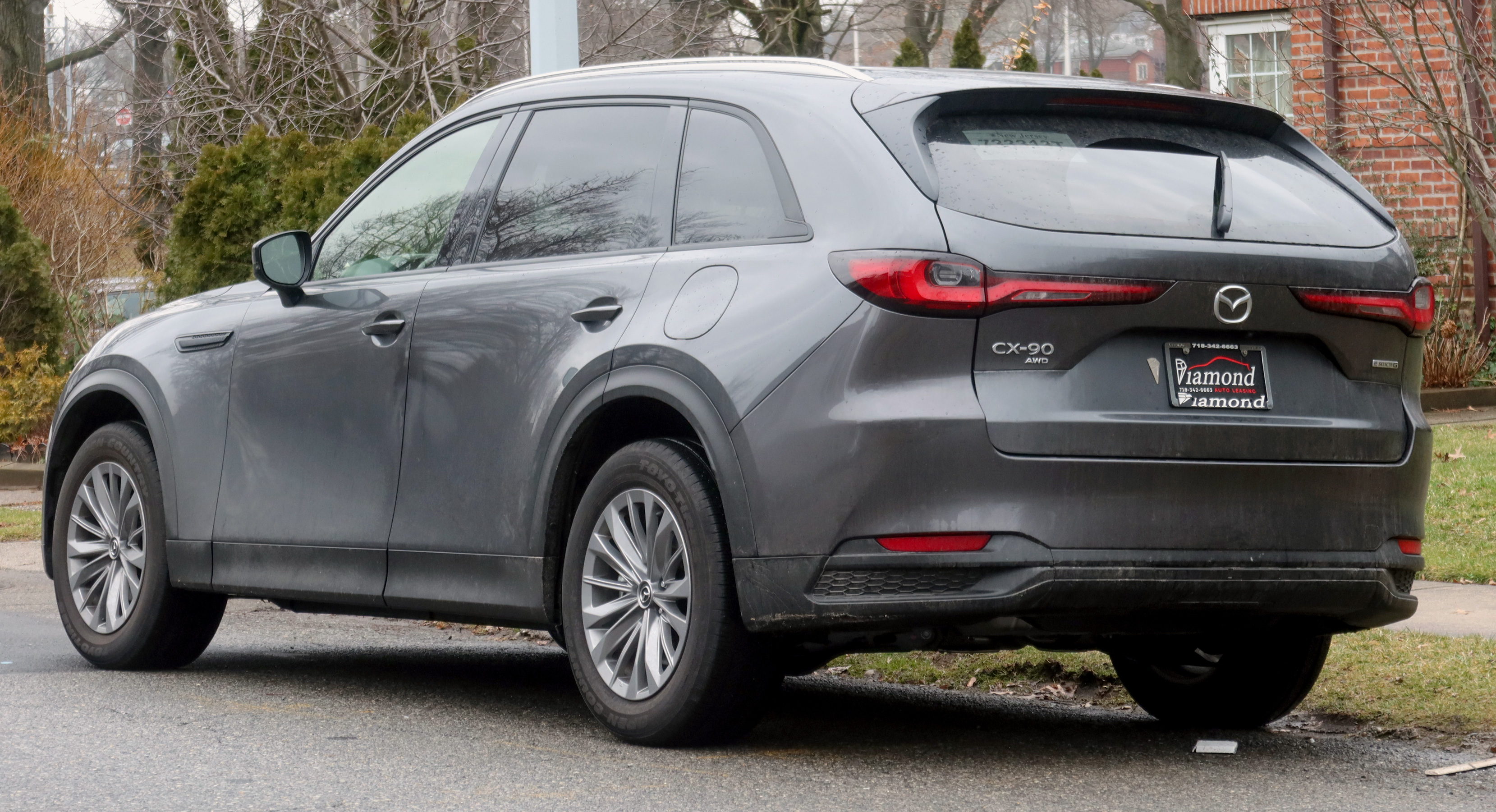
CX-70車尾
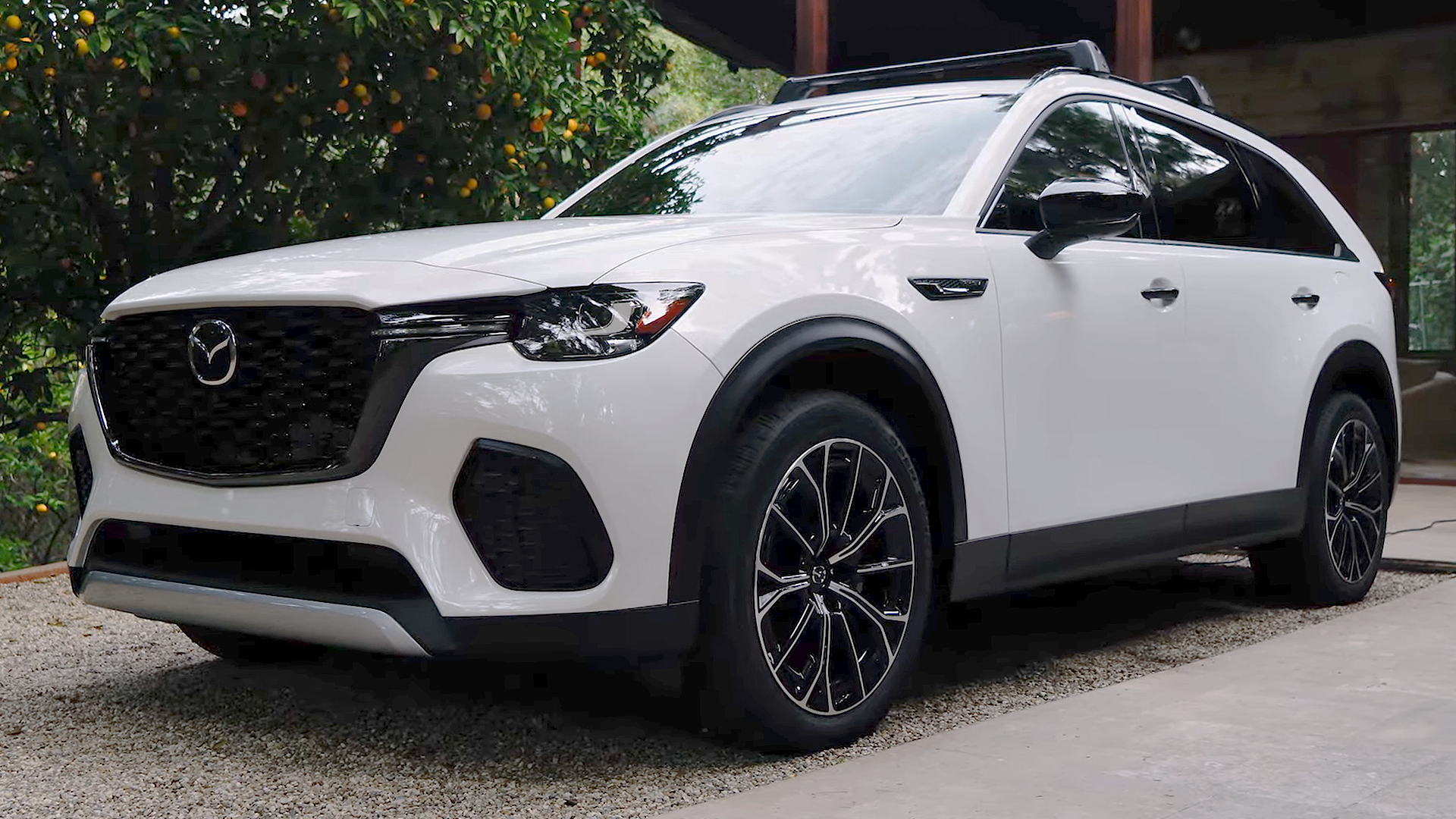
CX-70車頭
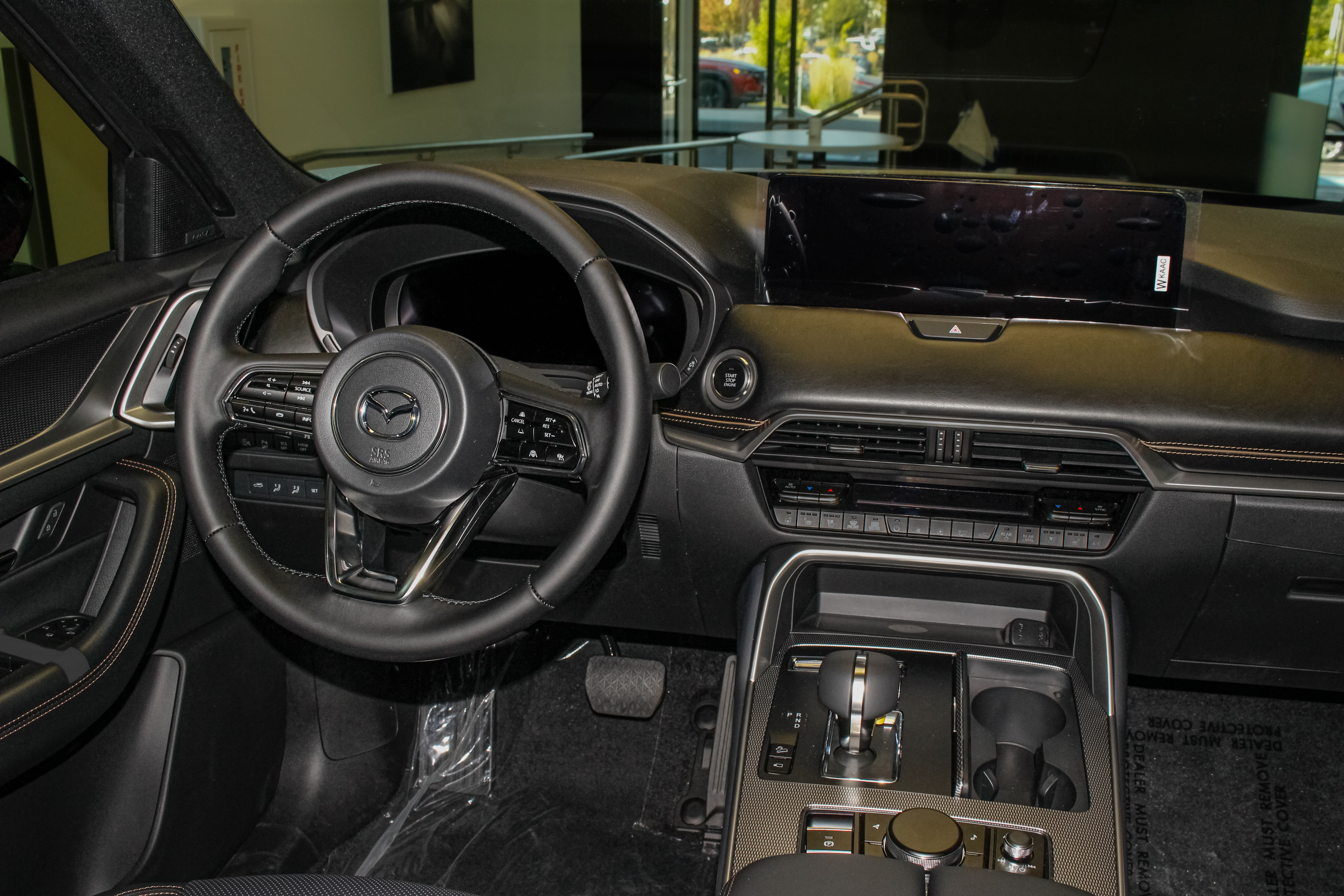
CX-70內裝

## 外部連結
- （英文）美國官方網站 （页面存档备份，存于）
- （英文）澳洲官方網站 （页面存档备份，存于）
- （日語）Response: 新型SUV、マツダ『CX-90』はハンドリングを追求…ロードスターの技術を装備して登場 （页面存档备份，存于）